# فرك، كميجان
فرك ( (بالفارسية: فرك)، هي قرية في منطقة خنجين الريفية في المنطقة المرکزية من مقاطعة كوميجان، محافظة مركزية، إيران. حسب تعداد عام 2006، بلغ عدد سكانها 259 نسمة، موزعين على 51 عائلة.  يتحدث السكان لغة التاتي 